# مونفورته د لموس
مونفورته د لموس (به اسپانیایی: Monforte de Lemos) یک دهستان در اسپانیا است که در استان لوگو واقع شده‌است. مونفورته د لموس ۱۹۹٫۵ کیلومتر مربع مساحت و ۱۹٬۴۸۶ نفر جمعیت دارد و ۳۶۰ متر بالاتر از سطح دریا واقع شده‌است.